# Splash! Famosos al agua
Splash! Famosos al agua fue un concurso de televisión español emitido en la cadena Antena 3 desde el 4 de marzo de 2013 hasta el 29 de abril de 2013. Era un formato producido por Cuatro Cabezas en el que varios famosos del país se enfrentaban a los riesgos que ocasiona el deporte en un entorno acuático. Cabe destacar además que dicho programa era la adaptación nacional del formato neerlandés Celebrity Splash!.

## Mecánica
Splash! Famosos al agua propone a los famosos el reto de realizar el mejor salto a una piscina desde un trampolín. Los famosos participantes cuentan con un instructor profesional, en este caso Emilio Ratia, y varias semanas de duros entrenamientos para aprender a inmergirse en una piscina desde una plataforma de altura.
Cada semana, siete famosos se tirarán a la piscina desde el trampolín. Ellos decidirán si lo hacen desde los 3, 5, 7’5 o los 10 metros. Tanto el jurado como el público presente en el plató calificarán y votarán el trabajo de cada uno de ellos. Los cuatro mejores pasarán a la siguiente ronda.
De su habilidad, su capacidad para afrontar nuevos retos, su coraje para superar diferentes alturas de trampolín y su actitud frente a la grada dependerá su puntuación, su honor y, finalmente, el éxito del ganador.
El trabajo de los famosos será doble: convertirse en verdaderos acróbatas del trampolín y sorprender a público y jurado para alzarse con la máxima puntuación y convertirse así en ganadores.
Además, alguno incluso tendrá que vencer su miedo a las alturas, su pavor al agua o simplemente enfrentarse a un reto nunca antes emprendido.

## Splash! Famosos al agua (2013)

### Jurado
| Juez                        | Edad | Profesión                                          |
| --------------------------- | ---- | -------------------------------------------------- |
| Anna Tarrés                 | 46   | Exseleccionadora nacional de Natación sincronizada |
| Emilio Ratia                | 45   | Medallista olímpico de Salto de trampolín          |
| José María Gutiérrez "Guti" | 36   | Exfutbolista del Real Madrid                       |
| Santiago Segura             | 47   | Cineasta                                           |

### Participantes
| Concursante                | Lugar de procedencia | Edad | Conocido/a por...                         | Información                                      |
| -------------------------- | -------------------- | ---- | ----------------------------------------- | ------------------------------------------------ |
| Gervasio Deferr            | Barcelona            | 32   | Ex gimnasta artístico                     | Ganador                                          |
| Juanjo Ballesta            | Parla                | 25   | Actor                                     | 2.º finalista                                    |
| Daniela Blume              | Barcelona            | 28   | Locutora de Los 40 Principales            | 3.ª finalista                                    |
| Darío Barrio (†)           | Madrid               | 40   | Cocinero                                  | 4.º finalista                                    |
| Lorena Castell             | Barcelona            | 32   | Colaboradora de TV y cantante             | 5.ª finalista                                    |
| Canales Rivera             | Cádiz                | 38   | Torero                                    | 6.º finalista                                    |
| Miriam Díaz-Aroca          | Cantabria            | 50   | Actriz y presentadora                     | Eliminadas en la Semifinal                       |
| Nerea Garmendia            | Guipúzcoa            | 33   | Actriz y presentadora                     | Eliminadas en la Semifinal                       |
| Serafín Zubiri             | Pamplona             | 48   | Cantante                                  | Eliminados en los 2.os Cuartos de final          |
| Darek Dabrowski            | Malbork              | 32   | Modelo, expareja de Ana Obregón           | Eliminados en los 2.os Cuartos de final          |
| Julio Iglesias Jr.         | Madrid               | 40   | Cantante                                  | Eliminados en los 2.os Cuartos de final          |
| Romina Belluscio           | Tucumán              | 34   | Modelo y reportera                        | Abandono voluntario en los 2.os Cuartos de final |
| Miki Nadal                 | Zaragoza             | 45   | Actor y humorista                         | Eliminados en los 1.os Cuartos de final          |
| Jesulín de Ubrique         | Cádiz                | 39   | Torero                                    | Eliminados en los 1.os Cuartos de final          |
| Blanca Fernández Ochoa (†) | Madrid               | 49   | Medallista olímpica de Esquí alpino       | Eliminados en los 1.os Cuartos de final          |
| Manu Tenorio               | Sevilla              | 37   | Cantante                                  | Eliminados en los 1.os Cuartos de final          |
| Pablo Carbonell            | Cádiz                | 50   | Actor y cantante                          | Eliminados (Gala 4)                              |
| Carmen Lomana              | León                 | 64   | Empresaria y socialite                    | Eliminados (Gala 4)                              |
| Giselle Calderón           | Quito                | 25   | Actriz                                    | Eliminados (Gala 4)                              |
| Álvaro Bultó (†)           | Barcelona            | 50   | Presentador y deportista de riesgo        | Eliminados en la 3.ª gala                        |
| Teté Delgado               | La Coruña            | 47   | Actriz y presentadora                     | Eliminados en la 3.ª gala                        |
| Natalia Rodríguez          | Cádiz                | 30   | Cantante                                  | Eliminados en la 3.ª gala                        |
| Angy Fernández             | Baleares             | 22   | Actriz y cantante                         | Eliminados en la 2.ª gala                        |
| Máximo Valverde            | Sevilla              | 68   | Actor                                     | Eliminados en la 2.ª gala                        |
| Carla Hidalgo              | Madrid               | 40   | Presentadora y actriz                     | Eliminados en la 2.ª gala                        |
| Falete                     | Sevilla              | 35   | Cantante                                  | Eliminados en la 1.ª gala                        |
| Elisabeth Reyes            | Málaga               | 27   | Modelo, Miss España 2006                  | Eliminados en la 1.ª gala                        |
| Toñi Salazar               | Badajoz              | 50   | Cantante, integrante de Las Azúcar Moreno | Eliminados en la 1.ª gala                        |

### Estadísticas semanales
|           | Gala 1    | Gala 2    | Gala 3    | Gala 4    | Cuartos de final 1 | Cuartos de final 2 | Semifinal | Final           |
| --------- | --------- | --------- | --------- | --------- | ------------------ | ------------------ | --------- | --------------- |
| Gervasio  | Salvado   |           |           |           |                    | Salvado            | Finalista | Ganador         |
| Juanjo    | Salvado   |           |           |           |                    | Salvado            | Finalista | 2.º finalista   |
| Daniela   | Salvada   |           |           |           | Salvada            |                    | Finalista | 3.ª finalista   |
| Darío     |           | Salvado   |           |           | Salvado            |                    | Finalista | 4.º clasificado |
| Lorena    |           |           |           | Salvada   |                    | Salvada            | Finalista | 5.ª clasificada |
| Canales   |           |           | Salvado   |           | Salvado            |                    | Finalista | 6.º clasificado |
| Miriam    |           | Salvada   |           |           |                    | Salvada            | Eliminada |                 |
| Nerea     |           |           | Salvada   |           | Salvada            |                    | Eliminada |                 |
| Serafín   |           | Salvado   |           |           |                    | Eliminado          |           |                 |
| Darek     |           |           | Salvado   |           |                    | Eliminado          |           |                 |
| Julio     |           |           |           | Salvado   |                    | Expulsado          |           |                 |
| Romina    |           |           | Salvada   |           |                    | Abandono           |           |                 |
| Miki      | Salvado   |           |           |           | Eliminado          |                    |           |                 |
| Jesulín   |           | Salvado   |           |           | Eliminado          |                    |           |                 |
| Blanca    |           |           |           | Salvada   | Eliminada          |                    |           |                 |
| Manu      |           |           |           | Salvado   | Expulsado          |                    |           |                 |
| Pablo     |           |           |           | Eliminado |                    |                    |           |                 |
| Carmen    |           |           |           | Eliminada |                    |                    |           |                 |
| Giselle   |           |           |           | Expulsada |                    |                    |           |                 |
| Álvaro    |           |           | Eliminado |           |                    |                    |           |                 |
| Teté      |           |           | Eliminada |           |                    |                    |           |                 |
| Natalia   |           |           | Expulsada |           |                    |                    |           |                 |
| Angy      |           | Eliminada |           |           |                    |                    |           |                 |
| Máximo    |           | Eliminado |           |           |                    |                    |           |                 |
| Carla     |           | Expulsada |           |           |                    |                    |           |                 |
| Falete    | Eliminado |           |           |           |                    |                    |           |                 |
| Elisabeth | Eliminada |           |           |           |                    |                    |           |                 |
| Toñi      | Expulsada |           |           |           |                    |                    |           |                 |

     Salvado Directamente en la primera ronda tras la votación de jurado y público, no tiene que volver a saltar (Galas 1-4).
     Tiene que volver a saltar y fue salvado por el jurado en la segunda ronda (Galas 1-4).
     Tiene que volver a saltar y fue salvado por el público en la segunda ronda (Galas 1-4).
     Salvado Directamente tras la votación de jurado (Cuartos).
     Salvado por el público (Cuartos).
     Tiene que volver a saltar y fue eliminado en la segunda ronda tras la votación de jurado y público.
     Eliminado Directamente en la primera ronda sin volver a saltar tras la votación de jurado y público.
     El concursante quedó entre la cuarta y la sexta posición.
     El concursante quedó tercero.
     El concursante quedó segundo.
     El concursante fue ganador.

## Galas

### Gala 1 (4 de marzo de 2013)
| Orden | Concursante     | Puntuación Jueces | Puntuación Jueces | Puntuación Jueces | Puntuación Jueces | Media Jurado | Público | Media Total | Salto                | Salto   | Resultado |
| Orden | Concursante     | Emilio            | Anna              | Guti              | Santiago          | Media Jurado | Público | Media Total | Tipo                 | Altura  | Resultado |
| ----- | --------------- | ----------------- | ----------------- | ----------------- | ----------------- | ------------ | ------- | ----------- | -------------------- | ------- | --------- |
| 1     | Daniela Blume   | 10                | 8                 | 9                 | 10                | 7,2          | 7       | 7,1         | Equilibrio mortal    | 7,5     | 1.ª 45    |
| 2     | Juanjo Ballesta | 9                 | 7                 | 10                | 10                | 7,0          | 6       | 6,5         | De cabeza encogido   | 10      | 4.º 46    |
| 3     | Toñi Salazar    | 6                 | 5                 | 5                 | 7                 | 3,7          | 2       | 2,8         | De pie               | 3       | 7.ª 32    |
| 4     | Miki Nadal      | 11                | 9                 | 11                | 10                | 8,2          | 5       | 6,6         | Mortal atrás         | 10      | 2.º 48    |
| 5     | Elisabeth Reyes | 8                 | 7                 | 7                 | 9                 | 5,7          | 4       | 4,8         | Sentada de cabeza    | 5       | 6.ª 41    |
| 6     | Gervasio Deferr | 11                | 10                | 12                | 10                | 8,7          | 1       | 4,8         | Doble mortal y medio | 3 Tram. | 3.º 48    |
| 7     | Falete          | 7                 | 6                 | 7                 | 8                 | 5,0          | 3       | 4,0         | De pie               | 5       | 5.º 36    |

- Votos de salvación del jurado en la segunda ronda:
  - Emilio: Gervasio Deferr
  - Anna: Gervasio Deferr
  - Guti: Juanjo Ballesta
  - Santiago: Gervasio Deferr
- Porcentajes de salvación del público en la segunda ronda:
  - 49.5%: Juanjo Ballesta
  - 25.5%: Falete
  - 25.0%: Elisabeth Reyes

### Gala 2 (11 de marzo de 2013)
| Orden | Concursante        | Puntuación Jueces | Puntuación Jueces | Puntuación Jueces | Puntuación Jueces | Media Jurado | Público | Media Total | Salto                 | Salto   | Resultado |
| Orden | Concursante        | Anna              | Guti              | Emilio            | Santiago          | Media Jurado | Público | Media Total | Tipo                  | Altura  | Resultado |
| ----- | ------------------ | ----------------- | ----------------- | ----------------- | ----------------- | ------------ | ------- | ----------- | --------------------- | ------- | --------- |
| 1     | Angy Fernández     | 8                 | 9                 | 9                 | 10                | 7,0          | 5       | 6,0         | Caída atrás encogida  | 5       | 5.ª       |
| 2     | Jesulín de Ubrique | 9                 | 10                | 10                | 11                | 8,0          | 7       | 7,5         | Carpado hacia adentro | 7,5     | 1.º       |
| 3     | Miriam Díaz-Aroca  | 10                | 11                | 10                | 11                | 8,5          | 6       | 7,2         | Mortal y medio        | 3 Tram. | 2.ª       |
| 4     | Darío Barrio       | 8                 | 9                 | 11                | 9                 | 7,2          | 4       | 5,8         | Mortal inverso        | 10      | 3.º       |
| 5     | Carla Hidalgo      | 3                 | 6                 | 5                 | 7                 | 3,2          | 1       | 2,1         | De pie                | 5       | 7.ª       |
| 6     | Máximo Valverde    | 7                 | 8                 | 9                 | 9                 | 6,2          | 3       | 4,9         | Salto de cabeza       | 5       | 6.º       |
| 7     | Serafín Zubiri     | 10                | 10                | 10                | 11                | 8,2          | 2       | 5,1         | Salto de cabeza       | 7,5     | 4.º       |

- Votos de salvación del jurado en la segunda ronda:
  - Santiago: Darío Barrio
  - Guti: Darío Barrio
  - Anna: Darío Barrio
  - Emilio: Darío Barrio
- Porcentajes de salvación del público en la segunda ronda:
  - 62.16%: Serafín Zubiri
  - 35.13%: Angy Fernández
  - 2.70%: Máximo Valverde

### Gala 3 (18 de marzo de 2013)
| Orden | Concursante                 | Puntuación Jueces | Puntuación Jueces | Puntuación Jueces | Puntuación Jueces | Media Jurado | Público | Media Total | Salto                     | Salto   | Resultado |
| Orden | Concursante                 | Anna              | Guti              | Emilio            | Santiago          | Media Jurado | Público | Media Total | Tipo                      | Altura  | Resultado |
| ----- | --------------------------- | ----------------- | ----------------- | ----------------- | ----------------- | ------------ | ------- | ----------- | ------------------------- | ------- | --------- |
| 1     | Nerea Garmendia             | 9                 | 9                 | 10                | 10                | 7,5          | 7       | 7,2         | Caída mortal atrás        | 10      | 1.º       |
| 2     | José Antonio Canales Rivera | 8                 | 9                 | 10                | 10                | 7,2          | 5       | 6,1         | Mortal atrás              | 7,5     | 2.º       |
| 3     | Teté Delgado                | 8                 | 7                 | 9                 | 9                 | 6,2          | 3       | 4,6         | De pie                    | 10      | 6.º       |
| 4     | Álvaro Bultó                | 9                 | 8                 | 9                 | 10                | 7,0          | 2       | 4,5         | Mortal y medio adelante   | 3 Tram. | 5.ª       |
| 5     | Romina Belluscio            | 6                 | 9                 | 8                 | 9                 | 6,0          | 6       | 6,0         | Salto de cabeza           | 5       | 4.º       |
| 6     | Darek Dabrowski             | 8                 | 11                | 10                | 10                | 7,7          | 4       | 5,8         | Equilibrio mortal carpado | 7,5     | 3.º       |
| 7     | Natalia Rodríguez           | 9                 | 9                 | 10                | 10                | 7,5          | 1       | 4,2         | Carpado adentro           | 5       | 7.º       |

- Votos de salvación del jurado en la segunda ronda:
  - Santiago: Darek Dabrowski
  - Guti: Darek Dabrowski
  - Anna: Álvaro Bultó
  - Emilio: Darek Dabrowski
- Porcentajes de salvación del público en la segunda ronda:
  - 56.23%: Romina Belluscio
  - 31.01%: Álvaro Bultó
  - 12.76%: Teté Delgado

### Gala 4 (1 de abril de 2013)
| Orden | Concursante            | Puntuación Jueces | Puntuación Jueces | Puntuación Jueces | Puntuación Jueces | Media Jurado | Público | Media Total | Salto                                 | Salto   | Resultado |
| Orden | Concursante            | Anna              | Guti              | Emilio            | Santiago          | Media Jurado | Público | Media Total | Tipo                                  | Altura  | Resultado |
| ----- | ---------------------- | ----------------- | ----------------- | ----------------- | ----------------- | ------------ | ------- | ----------- | ------------------------------------- | ------- | --------- |
| 1     | Manu Tenorio           | 8                 | 9                 | 9                 | 10                | 7,0          | 3       | 5           | Ángel hacia atrás con medio tirabuzón | 5       | 3.º       |
| 2     | Blanca Fernández Ochoa | 11                | 11                | 10                | 11                | 8,7          | 6       | 7,3         | Mortal y medio adelante               | 5       | 1.º       |
| 3     | Pablo Carbonell        | 6                 | 8                 | 8                 | 10                | 6,0          | 1       | 3,5         | De pie atrás                          | 5       | 5.º       |
| 4     | Lorena Castell         | 10                | 11                | 11                | 11                | 8,7          | 5       | 6,8         | Caída adelante en ángulo              | 10      | 2.º       |
| 5     | Julio Iglesias, Jr.    | 8                 | 7                 | 9                 | 10                | 6,5          | 4       | 5,2         | Cabeza adentro                        | 3 Tram. | 4.º       |
| 6     | Giselle Calderón       | 5                 | 6                 | 6                 | 8                 | 4,2          | 2       | 3,1         | De pie                                | 3       | 7.º       |
| 7     | Carmen Lomana          | 7                 | 7                 | 8                 | 9                 | 5,7          | 7       | 6,3         | De cabeza                             | 3       | 6.º       |

- Votos de salvación del jurado en la segunda ronda:
  - Santiago: Julio Iglesias, Jr.
  - Guti: Manu Tenorio
  - Anna: Manu Tenorio
  - Emilio: Manu Tenorio
- Porcentajes de salvación del público en la segunda ronda:
  - 61.40%: Julio Iglesias, Jr.
  - 21.06%: Pablo Carbonell
  - 17.54%: Carmen Lomana

### Gala 5 (cuartos de final 1) (8 de abril de 2013)
| Orden | Pareja            | Puntuación Jueces | Puntuación Jueces | Puntuación Jueces | Puntuación Jueces | Media Jurado | Salto                   | Salto  | Resultado |
| Orden | Pareja            | Anna              | Guti              | Emilio            | Santiago          | Media Jurado | Tipo                    | Altura | Resultado |
| ----- | ----------------- | ----------------- | ----------------- | ----------------- | ----------------- | ------------ | ----------------------- | ------ | --------- |
| 1     | Daniela y Jesulín | 10                | 9                 | 11                | 11                | 8,2          | Salto hacia adentro     | 7,5    | 1.ºs      |
| 2     | Blanca y Manu     | 7                 | 7                 | 8                 | 10                | 6            | Mortal y medio adelante | 5      | 4.ºs      |
| 3     | Nerea y Darío     | 9                 | 8                 | 10                | 11                | 7,5          | Caída mortal atrás      | 10     | 2.ºs      |
| 4     | Miki y Canales    | 7                 | 7                 | 9                 | 10                | 6,2          | Encogido adentro        | 3      | 3.ºs      |

- Votos de salvación del jurado (duelo):
  - Santiago: Manu Tenorio
  - Guti: Blanca Fernández Ochoa
  - Anna: Blanca Fernández Ochoa
  - Emilio: Blanca Fernández Ochoa

| Orden | Concursante            | Puntuación Jueces | Puntuación Jueces | Puntuación Jueces | Puntuación Jueces | Media Jurado | Público | Media Total | Salto              | Salto  | Resultado |
| Orden | Concursante            | Anna              | Guti              | Emilio            | Santiago          | Media Jurado | Público | Media Total | Tipo               | Altura | Resultado |
| ----- | ---------------------- | ----------------- | ----------------- | ----------------- | ----------------- | ------------ | ------- | ----------- | ------------------ | ------ | --------- |
| 1     | Daniela Blume          | 9                 | 9                 | 9                 | 11                | 7,5          | 4       | 5,7         | Mortal y Medio     | 7,5    | 4.º       |
| 2     | Darío Barrio           | 10                | 11                | 10                | 11                | 8,5          | 5       | 6,7         | Mortal y Medio     | 10     | 3.º       |
| 3     | Miki Nadal             | 8                 | 7                 | 9                 | 10                | 6,5          | 3       | 4,7         | Caída Mortal Atrás | 10     | 5.º       |
| 4     | Blanca Fernández Ochoa | 5                 | 7                 | 7                 | 10                | 5,2          | 1       | 3,1         | Mortal Atrás       | 5      | 7.º       |
| 5     | Jesulín de Ubrique     | 8                 | 8                 | 9                 | 10                | 6,7          | 2       | 4,3         | Cabeza Atrás       | 5      | 6.º       |
| 6     | Nerea Garmendia        | 11                | 12                | 12                | 11                | 9,5          | -       | -           | Mortal Inverso     | 10     | 1.º       |
| 7     | José A. Canales Rivera | 11                | 11                | 11                | 12                | 9,2          | -       | -           | Mortal Atrás       | 10     | 2.º       |

### Gala 6 (cuartos de final 2) (15 de abril de 2013)
| Orden | Pareja                        | Puntuación Jueces | Puntuación Jueces | Puntuación Jueces | Puntuación Jueces | Media Jurado | Salto            | Salto  | Resultado |
| Orden | Pareja                        | Anna              | Guti              | Emilio            | Santiago          | Media Jurado | Tipo             | Altura | Resultado |
| ----- | ----------------------------- | ----------------- | ----------------- | ----------------- | ----------------- | ------------ | ---------------- | ------ | --------- |
| 1     | Miriam y Gervasio             | 9                 | 10                | 10                | 11                | 8            | Mortal y medio   | 3      | 2.ºs      |
| 2     | Juanjo y Lorena               | 10                | 10                | 11                | 10                | 8,2          | Ángulo de cabeza | 7,5    | 1.ºs      |
| 3     | Leire (entrenadora) y Serafín | 9                 | 8                 | 12                | 10                | 7,7          | Caída atrás      | 5      | 3.ºs      |
| 4     | Darek y Julio                 | 7                 | 9                 | 9                 | 10                | 6,7          | Encogido adentro | 3      | 4.ºs      |

- Votos de salvación del jurado (duelo):
  - Santiago: Julio Iglesias, Jr.
  - Guti: Darek Dabrowski
  - Anna: Julio Iglesias, Jr.
  - Emilio: Darek Dabrowski

| Orden | Concursante       | Puntuación Jueces | Puntuación Jueces | Puntuación Jueces | Puntuación Jueces | Media Jurado | Público | Media Total | Salto                    | Salto  | Resultado |
| Orden | Concursante       | Anna              | Guti              | Emilio            | Santiago          | Media Jurado | Público | Media Total | Tipo                     | Altura | Resultado |
| ----- | ----------------- | ----------------- | ----------------- | ----------------- | ----------------- | ------------ | ------- | ----------- | ------------------------ | ------ | --------- |
| 1     | Lorena Castell    | 11                | 11                | 11                | 11                | 9            | -       | -           | Equilibrio mortal        | 7,5    | 2.ª       |
| 2     | Gervasio Deferr   | 12                | 12                | 11                | 12                | 9,7          | -       | -           | Doble mortal hacia atrás | 10     | 1.º       |
| 3     | Serafín Zubiri    | 8                 | 9                 | 9                 | 10                | 7            | 9       | 8           | Caída atrás              | 3      | 5.º       |
| 4     | Miriam Diaz-Aroca | 10                | 10                | 10                | 11                | 8,2          | 8       | 8,1         | Mortal y medio           | 7,5    | 4.ª       |
| 5     | Juanjo Ballesta   | 11                | 11                | 11                | 11                | 9            | 10      | 9,5         | Equilibrio pase inverso  | 10     | 3.º       |
| 6     | Darek Dabrowski   | 11                | 11                | 10                | 11                | 8,7          | 7       | 7,8         | Equilibrio mortal        | 10     | 6.º       |

### Gala 7 (semifinal) (22 de abril de 2013)
| Orden | Pareja           | Puntuación Jueces | Puntuación Jueces | Puntuación Jueces | Puntuación Jueces | Media Jurado | Salto                 | Salto  | Resultado |
| Orden | Pareja           | Anna              | Guti              | Emilio            | Santiago          | Media Jurado | Tipo                  | Altura | Resultado |
| ----- | ---------------- | ----------------- | ----------------- | ----------------- | ----------------- | ------------ | --------------------- | ------ | --------- |
| 1     | Juanjo y Daniela | 10                | 8                 | 8                 | 10                | 7,0          | Carpa adelante        | 5      | 2.ºs      |
| 2     | Darío y Miriam   | 11                | 10                | 9                 | 11                | 8,2          | Carpa adentro         | 3      | 1.ºs      |
| 3     | Lorena y Canales | 8                 | 8                 | 7                 | 10                | 6,2          | Mortal atrás estirado | 5      | 4.ºs      |
| 4     | Gervasio y Nerea | 9                 | 9                 | 8                 | 10                | 7,0          | Mortal inverso        | 10     | 2.ºs      |

- Votos para elegir al primer finalista:
  - Santiago: Miriam Díaz-Aroca
  - Guti: Darío Barrio
  - Anna: Darío Barrio
  - Emilio: Darío Barrio

| Orden | Concursante       | Puntuación Jueces | Puntuación Jueces | Puntuación Jueces | Puntuación Jueces | Media Jurado | Público | Media Total | Salto                                             | Salto  | Resultado |
| Orden | Concursante       | Anna              | Guti              | Emilio            | Santiago          | Media Jurado | Público | Media Total | Tipo                                              | Altura | Resultado |
| ----- | ----------------- | ----------------- | ----------------- | ----------------- | ----------------- | ------------ | ------- | ----------- | ------------------------------------------------- | ------ | --------- |
| 1     | Lorena Castell    | 8                 | 7                 | 9                 | 11                | 6,7          | 4       | 5,3         | Carpa adentro                                     | 10     | 6.ª       |
| 2     | Daniela Blume     | 10                | 10                | 10                | 11                | 8,2*         | -       | -           | Equilibrio mortal                                 | 10     | 3.ª       |
| 3     | Miriam Díaz-Aroca | 7                 | 7                 | 9                 | 11                | 6,5          | 2       | 4,2         | Carpa atrás                                       | 3      | 7.ª       |
| 4     | José A. Canales   | 9                 | 9                 | 10                | 11                | 7,7          | 3       | 5,3         | Mortal y medio adentro                            | 7,5    | 5.º       |
| 5     | Gervasio Deferr   | 12                | 12                | 12                | 12                | 10           | -       | -           | Equilibrio doble mortal atrás con medio tirabuzón | 10     | 2.º       |
| 6     | Nerea Garmendia   | 9                 | 7                 | 10                | 11                | 7,2          | 1       | 4,1         | Equilibrio pase de pie                            | 10     | 8.ª       |
| 7     | Juanjo Ballesta   | 10                | 9                 | 11                | 11                | 8,2          | 5       | 6,6         | Equilibrio pase de pie                            | 10     | 4.º       |

- Daniela y Juanjo empataron en votos del jurado (8,2) por lo que Emilio fue el encargado de decidir quien pasaba directamente a la final, eligiendo a Daniela.

### Gala 8 (final) (29 de abril de 2013)
| Orden | Pareja            | Puntuación Jueces | Puntuación Jueces | Puntuación Jueces | Puntuación Jueces | Media | Salto                          | Salto     | Resultado |
| Orden | Pareja            | Anna              | Guti              | Emilio            | Santiago          | Media | Tipo                           | Altura    | Resultado |
| ----- | ----------------- | ----------------- | ----------------- | ----------------- | ----------------- | ----- | ------------------------------ | --------- | --------- |
| 1     | Lorena y Darío    | 10                | 10                | 9                 | 11                | 8,0   | Ángel atrás                    | 5 metros  | 1.ºs      |
| 2     | Gervasio y Juanjo | 9                 | 10                | 10                | 11                | 8,0   | equilibrio pase de pie         | 10 metros | 2.ºs      |
| 3     | Daniela y Canales | 8                 | 9                 | 8                 | 11                | 7,0   | carpa adelante y carpa adentro | 5 metros  | 3.ºs      |

- Votos duelo:
  - Santiago: Daniela Blume
  - Guti: Daniela Blume
  - Anna: José A. Canales
  - Emilio: Daniela Blume

| Orden | Concursante     | Puntuación Jueces | Puntuación Jueces | Puntuación Jueces | Puntuación Jueces | Media | Salto                                      | Salto      | Resultado |
| Orden | Concursante     | Anna              | Guti              | Emilio            | Santiago          | Media | Tipo                                       | Altura     | Resultado |
| ----- | --------------- | ----------------- | ----------------- | ----------------- | ----------------- | ----- | ------------------------------------------ | ---------- | --------- |
| 1     | Darío Barrio    | 9                 | 10                | 8                 | 11                | 7,5   | Doble mortal inverso                       | 10 metros  | 4.º       |
| 2     | Daniela Blume   | 12                | 11                | 11                | 12                | 9,5   | Mortal y medio carpado                     | 10 metros  | 1.ª       |
| 3     | Lorena Castell  | 8                 | 10                | 8                 | 11                | 7,2   | Equilibrio pase cabeza                     | 7,5 metros | 5.ª       |
| 4     | Juanjo Ballesta | 10                | 12                | 10                | 12                | 9,0   | Ángel adelante                             | 10 metros  | 2.º       |
| 5     | Gervasio Deferr | 11                | 11                | 10                | 11                | 8,7   | Mortal y medio atrás con tirabuzón y medio | 10 metros  | 3.º       |

- Porcentajes de votos del público en la Gran Final:
  - 3.ª Finalista: Daniela Blume - 18,33%
  - 2.º Finalista: Juanjo Ballesta - 37,79%
  - Ganador: Gervasio Deferr - 43,88%

### Audiencias
| Fecha      | Características del Programa                                                           | Espectadores | Cuota de pantalla |
| ---------- | -------------------------------------------------------------------------------------- | ------------ | ----------------- |
| 04/03/2013 | Gala 1 / Eliminados: Toñi, Elisabeth y Falete                                          | 4.476.000    | 26,4%             |
| 11/03/2013 | Gala 2 / Eliminados: Carla, Máximo y Angy                                              | 3.274.000    | 20,9%             |
| 18/03/2013 | Gala 3 / Eliminados: Natalia, Teté y Álvaro                                            | 2.670.000    | 16,6%             |
| 01/04/2013 | Gala 4 / Eliminados: Giselle, Carmen y Pablo                                           | 2.661.000    | 15,1%             |
| 08/04/2013 | Gala 5 / Cuartos / Eliminados: Manu, Blanca, Jesulín y Miki                            | 2.360.000    | 12,8%             |
| 15/04/2013 | Gala 6 / Cuartos / Eliminados: Romina, Serafín, Darek y Julio                          | 1.965.000    | 11,4%             |
| 22/04/2013 | Gala 7 / Semifinal / Eliminados: Nerea y Miriam                                        | 2.018.000    | 11,9%             |
| 29/04/2013 | Gala 8 / Final / Ganador: Gervasio, 2.º clasificado: Juanjo y 3.ª clasificada: Daniela | 2.455.000    | 14,0%             |

     Programa líder en su franja horaria (Primetime y Late Night).

     Récord histórico de audiencia .

     Mínimo histórico de audiencia .

## Polémicas

### Denuncia por plagio
En enero de 2013, la compañía Banijay International junto con Brainpool, ambas compañías de Banijay Group, interpusieron un requerimiento judicial contra cinco entidades de Cuatro Cabezas tras conocer sobre la «producción y distribución por parte de Eyeworks de Celebrity Splash por violación de derechos de autor y daños legales». Así, Banijay y Brainpool solicitaron, por un lado, que la filial argentina cese el concurso alegando que el programa es una violación sobre Stars in Danger-High Diving y, por otro lado, que les indemnice como resultado de plagio y por haber causado confusión dentro del mercado.

## Palmarés Splash! Famosos al agua
| Edición                       | Fecha | Ganador         | Subcampeón      | Tercer lugar  |
| ----------------------------- | ----- | --------------- | --------------- | ------------- |
| [ 1 ] Splash! Famosos al agua | 2013  | Gervasio Deferr | Juanjo Ballesta | Daniela Blume |

## Audiencia media por ediciones
| Edición                                        | Fecha | Espectadores | Porcentaje de audiencia | Gala Final        |
| ---------------------------------------------- | ----- | ------------ | ----------------------- | ----------------- |
| [ 1 ] Splash! Famosos al agua: Primera edición | 2013  | 2.735.000    | 16,1%                   | 2.455.000 (14,0%) |